# Karl-Ivar Andersson
Karl-Ivar Andersson (nascido em 10 de janeiro de 1932) é um ex-ciclista sueco que competia em provas de estrada.

## Carreira
Andersson competiu nos Jogos Olímpicos de Verão de 1956 em Melbourne, onde fez parte da equipe sueca que terminou em quinto lugar no contrarrelógio por equipes. Individualmente, foi o décimo sétimo colocado.